# HD193948
HD193948 — хімічно пекулярна зоря спектрального класу A0, що має видиму зоряну величину в смузі V приблизно  8,1.
Вона  розташована на відстані близько 765,6 світлових років від Сонця.

## Пекулярний хімічний склад
Зоряна атмосфера HD193948 має підвищений вміст 
Si
.